# Golf (Virtual Boy)
 (mars 2020).
Si vous disposez d'ouvrages ou d'articles de référence ou si vous connaissez des sites web de qualité traitant du thème abordé ici, merci de compléter l'article en donnant les références utiles à sa vérifiabilité et en les liant à la section « Notes et références ».
Pour les articles homonymes, voir Golf (homonymie).
Golf (T&E ヴァーチャルゴルフ, T&E Virtual Golf au Japon) est un jeu vidéo de golf sorti en 1995 sur Virtual Boy.